# Aspergillus citrisporus
Aspergillus citrisporus är en svampart som beskrevs av Höhn. 1902. Aspergillus citrisporus ingår i släktet Aspergillus och familjen Trichocomaceae.   Inga underarter finns listade i Catalogue of Life.